# 국도 제156호선 (미국)

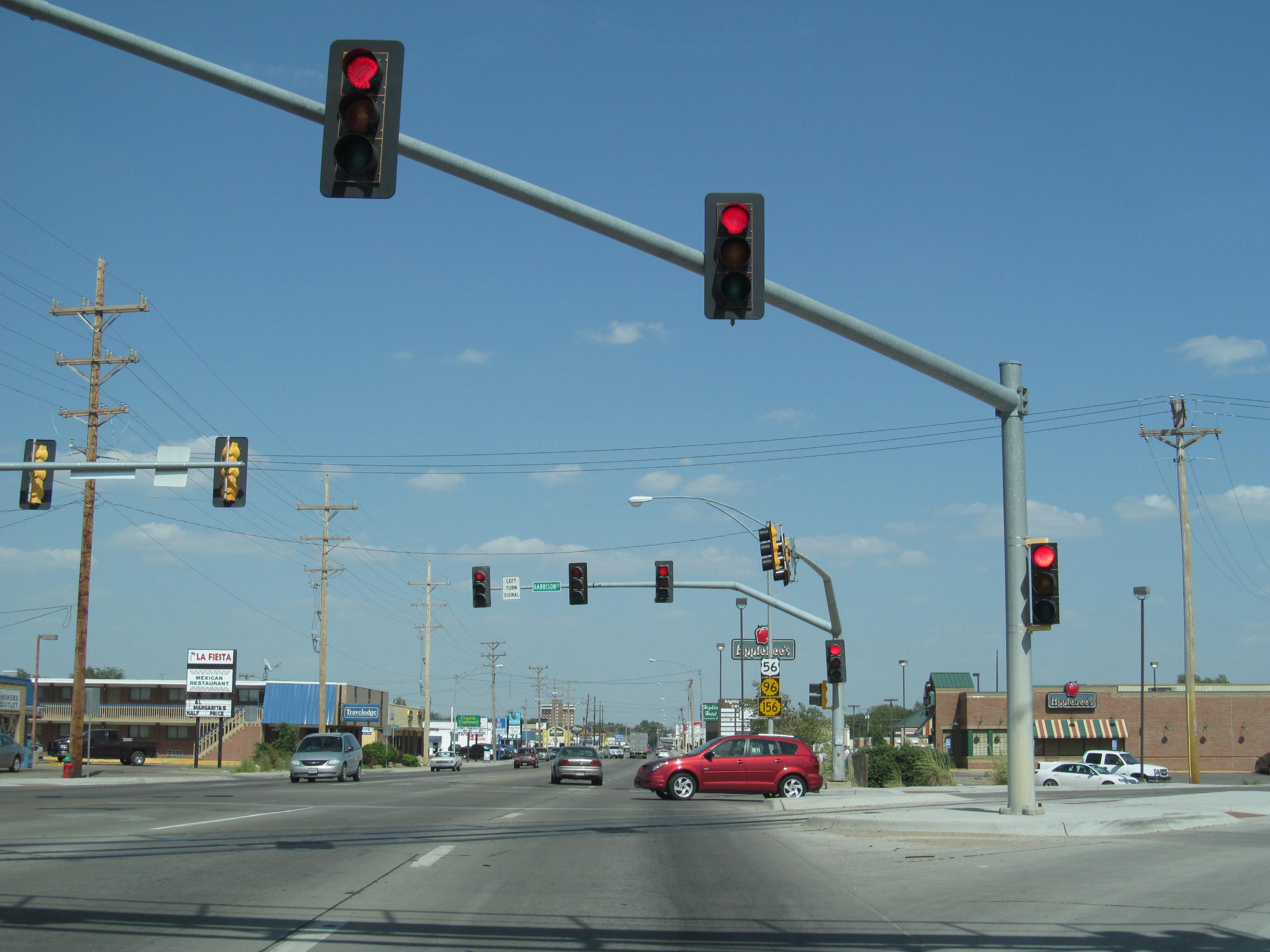
US 56, K-96, K-156(구 US 156)이 서로 겹쳐진 형태로 만나는 교차로

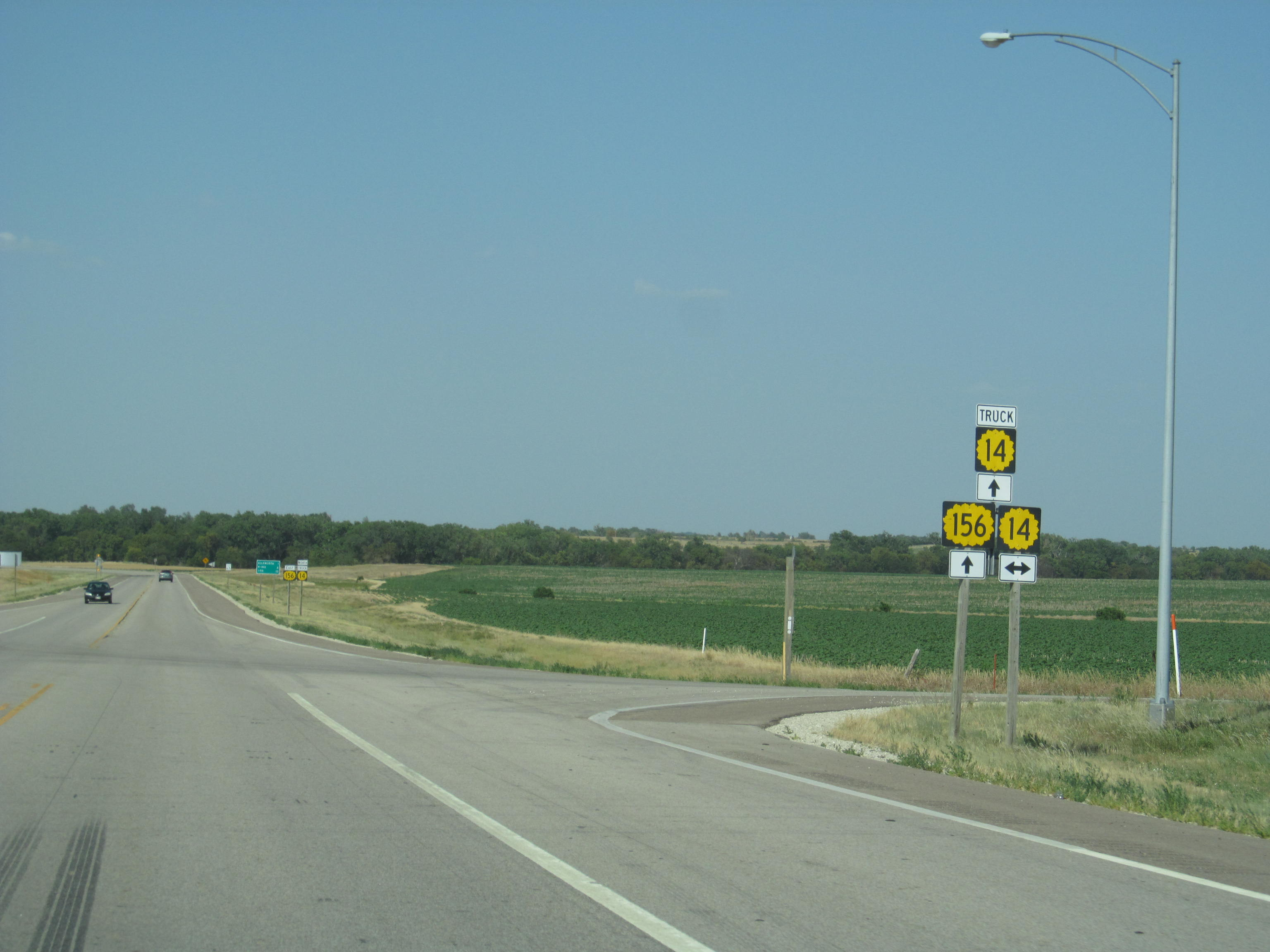
캔자스주도 제156호선(구 US 156)과 캔자스주도 제14호선이 서로 교차하는 모습

현재의 캔자스주도 제156호선(K-156)의 실제 아이콘

국도 제156호선(U.S. Route 156)은 캔자스주 엘스워스군에서 가든시티까지 이어주는 총 연장 163 km의 거리를 가진 미국의 옛 일반 국도다. 그러나 노선상으로 볼 때 1957년에 공식적으로 제정되었지만 1982년 형식상 폐선되었다. 폐선 직후의 국도 156호선은 캔자스주도 제156호선(K-156)으로 이름을 바꾸어 오늘에 이르고 있다.

## 관련 국도
- 국도 제56호선